# Чечено-ингушка автономна съветска социалистическа република
Чечено-ингушката автономна съветска социалистическа република, съкратено Чечено-ингушка АССР (на руски: Чече́но-Ингу́шская Чечено-Ингушская Автономная Советская Социалистическая Республика; на чеченски: Нохч-ГІалгІайн Автономни Совецки Социалистически Республика); на ингушки: Нохч-ГІалгІай Автономни Советски Социалистически Республика) е автономна република в Руската СФСР, СССР. Столицата ѝ е Грозни.
Републиката е наградена със съветските ордени „Ленин“ (1965), „Октомврийска революция“ (1972) и „Дружба на народите“ (1972).
До 1979 г. територията ѝ е 19 300 km² с население от 1 155 805 души, от които 611 405 чеченци, 134 744 ингуши, 336 000 руснаци, 15 000 арменци, 12 000 украинци, 8100 кумики, 6100 ногайци и представители на други етнически групи.
Към 1 януари 1987 г. републиката е с население 1 235 000 души. Съотношението градско/селско население е 530 000 към 705 000 души.